# Appignano
Appignano est une commune italienne d'environ 4 130 habitants, située dans la province de Macerata, dans la région Marches, en Italie centrale.

## Géographie
Appignano est située à environ 30km du littoral adriatique en Province de Macerata sur l’axe qui va de Cingoli à Porto Recanati. 
Elle se situe à 199 mètres d’altitude, et ce, sur une superficie de 22 kilomètres carrés. 
Elle compte un peu plus de 4000 habitants. 

## Histoire
La tradition veut que le nom d'Appignano dérive de celui du proconsul romain Plinien. La Ville se présente au visiteur avec son centre historique enfermé dans les anciens murs.

## Culture et Économie
- La Ville est célèbre en Italie pour son festival des légumineuses appelé Leguminaria. Evénement gastronomique qui a lieu en automne et dont les protagonistes sont les légumineuses, produites dans la région et cuisinées selon des recettes traditionnelles.
- Parmi les activités économiques les plus traditionnelles, les plus répandues et les plus importantes, l’on peut compter les usines de meubles, le traitement de la céramique et de la majolique.

## Monuments et Lieux d'intérêt

### Architecture religieuse
- Couvent de Forano - A quelques kilomètres de la destination, en direction de Montecassiano, se trouve le Couvent de Forano remontant au XIIIe siècle, lieu évocateur dans la tradition de Saint François d’Assise dont il subsiste la porte clouée principale sur le flanc du portail actuel.

- Église paroissiale de Saint Jean-Baptiste - L’Église du Cinquecento, successivement remodelée, possède un portail en pierre et un campanile de l'aube du Quattrocento. L’intérieur est baroque et conserve une Madone en bois sculpté du Cinquecento

- Église Santa Tecla - Lieu d’intérêt pour la conservation de reliques sacrées dans la chapelle des saints « Cappella dei Santi ».

- Église de la Madonna addolorata - Sur la place de Santa Croce, en contrebas du centre historique, construite durant l'Ottocento au poste d'une école miraculeuse du Cinquecento.

### Architecture civile
- Palais civique - Construit dans les années 1700 par l'architecte Mattia Capponi de Cupramontana

- Palais Benigni

## Administration
| Période                                  | Période | Identité | Étiquette | Qualité |
| ---------------------------------------- | ------- | -------- | --------- | ------- |
|                                          |         |          |           |         |
| Les données manquantes sont à compléter. |         |          |           |         |

### Hameaux
Forano

### Communes limitrophes
Cingoli, Filottrano, Macerata, Montecassiano, Montefano, Treia

## Galerie

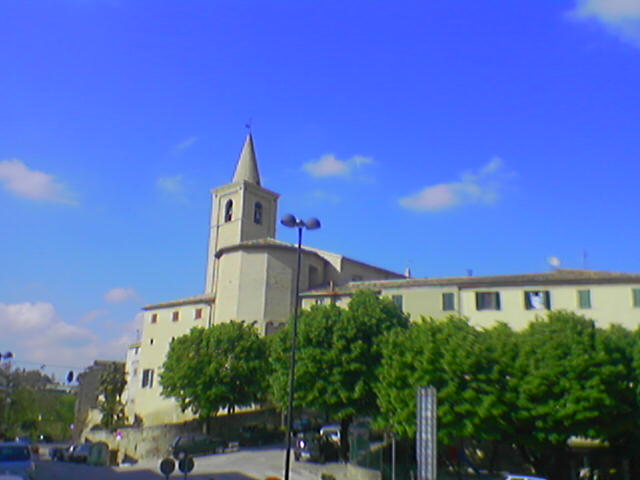
Vue d'Appignano
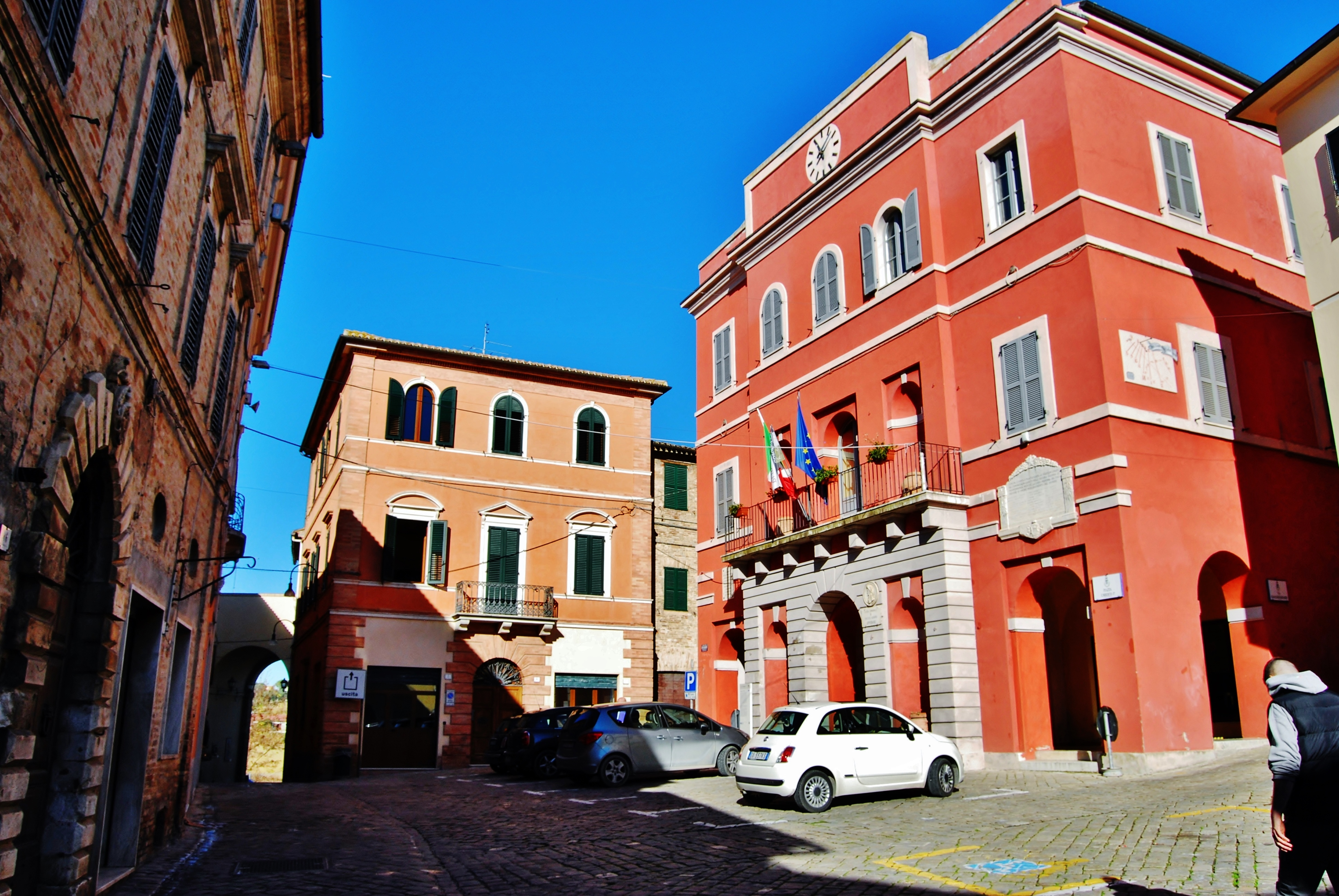
Mairie d'Appignano
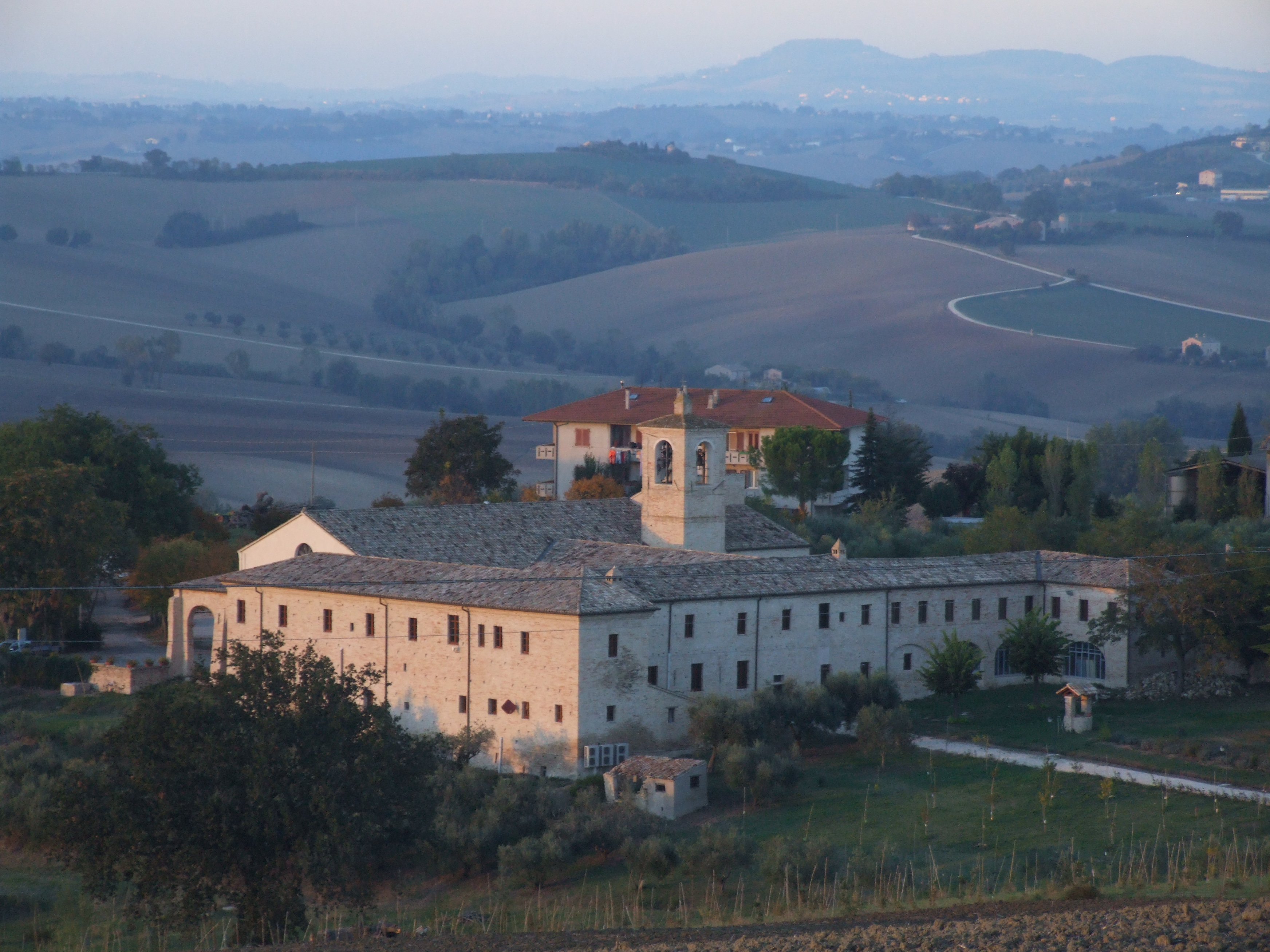
Couvent de Forano
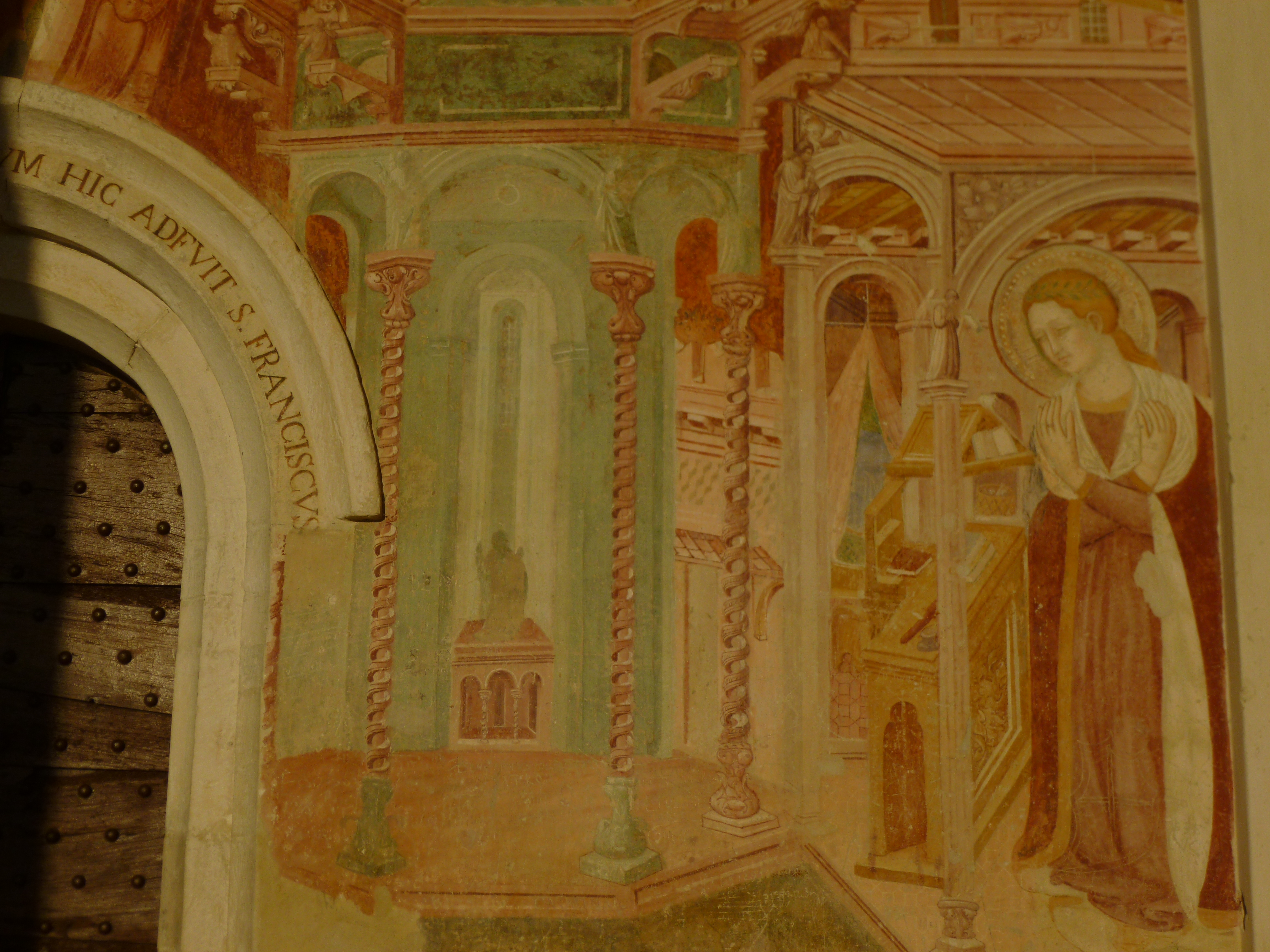
Détail de fresque du Couvent de Forano